# 1839
- Wikisource

| Calendário gregoriano                                                        | 1839 MDCCCXXXIX                      |
| Ab urbe condita                                                              | 2592                                 |
| Calendário arménio                                                           | 1288 – 1289                          |
| Calendário bahá'í                                                            | -5 – -4                              |
| Calendário budista                                                           | 2383                                 |
| Calendário chinês                                                            | 4535 – 4536 Início a 14 de fevereiro |
| Calendário copta                                                             | 1555 – 1556                          |
| Calendário etíope                                                            | 1831 – 1832                          |
| Calendários hindus - Vikram Samvat - Calendário nacional indiano - Cáli Iuga | 1894 – 1895 1760 – 1761 4939 – 4940  |
| Calendário Holoceno                                                          | 11839                                |
| Calendário islâmico                                                          | 1255 – 1256                          |
| Calendário judaico                                                           | 5599 – 5600                          |
| Calendário persa                                                             | 1217 – 1218 Início a 21 de março     |
| Calendário rúnico                                                            | 2089                                 |
| Calendário solar tailandês                                                   | 2382                                 |

1839 (MDCCCXXXIX, na numeração romana)  foi um ano comum do século XIX do actual Calendário Gregoriano, da Era de Cristo, a sua letra dominical foi F (52 semanas), teve início a uma terça-feira e terminou também a uma terça-feira.
| Ano completo                       |
| ---------------------------------- |
| Ano comum com início à terça-feira |

## Eventos

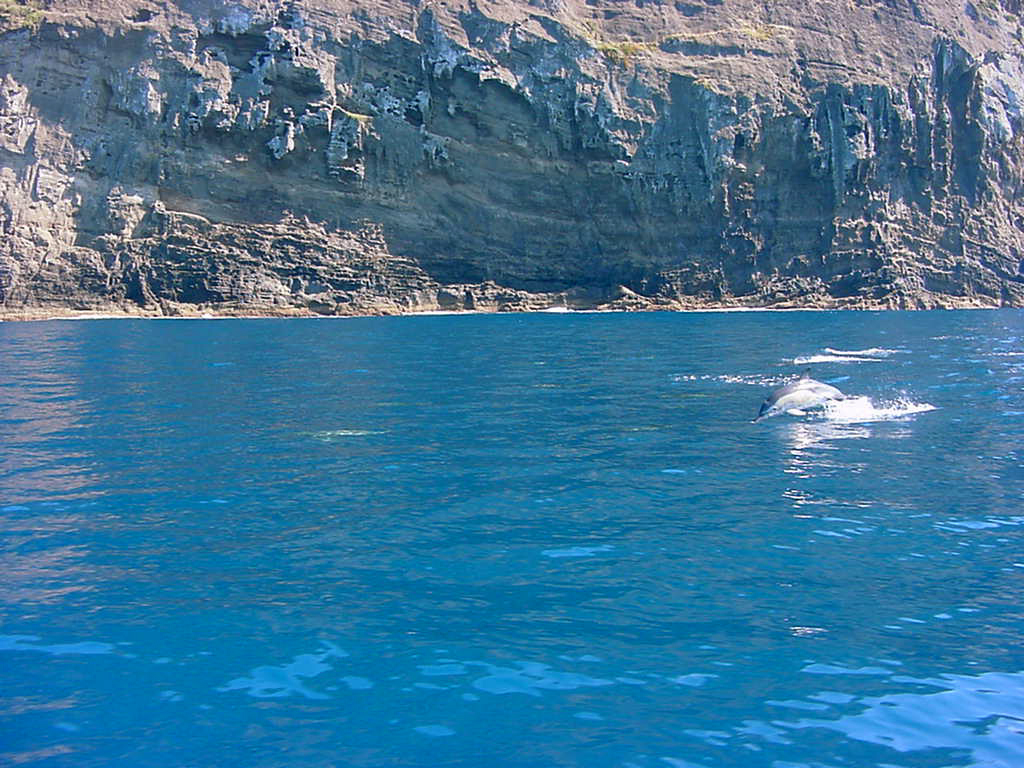
Golfinhos junto ao Monte Brasil, ilha Terceira, Açores.

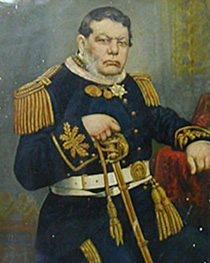
David Canabarro, presidente da República Juliana (1839), descendente de açorianos, neto de José Martins Faleiros e Jacinta Rosa, naturais da Ilha Terceira. Instalados em Porto Alegre.

Juncos chineses sob bombardeio britânico durante a Guerra do Ópio.

- Início do funcionamento da Escola Médico-Cirúrgica de Ponta Delgada, ilha de São Miguel, Açores.
- Introdução da cultura do tabaco na ilha Terceira.
- É publicada A lei do contraste simultâneo das cores de Michelle Eugène Chevreul
- É criada a Escola de Farmácia de Ouro Preto, considerada a primeira instituição de ensino superior em Minas Gerais.
- Liderados pelo general Davi Canabarro e pelo revolucionário italiano Giuseppe Garibaldi, os farroupilhas conquistaram Laguna, em Santa Catarina, e lá proclamaram a República Juliana. A república foi extinta no mesmo ano, através da Retomada de Laguna.
- Criação do concelho de Anadia.

### Março
- 21 de março - Guerra Civil do Uruguai, entre os partidos blanco e colorado. Com influência e intervenção externa da Confederação Argentina, do Reino da França, do Reino Unido da Grã-Bretanha e Irlanda e do Império do Brasil.

### Abril
- 19 de abril - O Tratado de Londres estabelece a Bélgica como um reino e garante a sua neutralidade.

### Julho
- 31 de julho - A escuna de guerra portuguesa Faial entrou no Tejo e trouxe apresado o brigue negreiro nas imediações do Zaire. O seu comandante da recebeu a medalha Torre e Espada.[1]

### Agosto
- 19 de agosto - Publicação do Daguerreótipo na Academia Francesa de Ciências.

### Setembro
- 5 de setembro - Começa a Guerra do Ópio entre a China e a Inglaterra.

## Nascimentos
- António Joaquim da Fonseca jornalista e político português (m. 1870).
- 19 de janeiro - Paul Cézanne, pintor francês (m. 1906).
- 27 de janeiro - Adolphe Marie Carnot, químico francês (m. 1920).
- 1 de março - Luigi Pelloux, político italiano (m. 1924).
- 13 de março - Tage Reedtz-Thott, foi primeiro-ministro da Dinamarca (m. 1923).
- 16 de abril - Antonio Starabba, político italiano (m. 1908).
- 30 de abril - Floriano Vieira Peixoto, Presidente do Brasil (m. 1895).
- 10 de Junho - Ludvig Holstein-Ledreborg, foi primeiro-ministro da Dinamarca (m. 1912).
- 21 de junho - Machado de Assis, grande expoente da literatura brasileira (m. 1908).
- 08 de julho - John Davison Rockefeller, empresário e filantropo estadunidense (m. 1937).
- 26 de agosto - Alfredo César de Andrade, pintor português (m. 1915)
- 10 de setembro - Charles Sanders Peirce, filósofo, cientista e matemático estado-unidense (m. 1914)
- 30 de outubro - Alfred Sisley, pintor impressionista francês (m. 1899).
- 13 de dezembro - Pedro Luís Pereira de Sousa, poeta, político, ministro e conselheiro do Império do Brasil, presidente da Bahia (m. 1884).

## Mortes
- 3 de dezembro - Frederico VI da Dinamarca, rei da Dinamarca de 1808 a 1839 e rei da Noruega de 1808 a 1814 (n. 1768)

## Temáticos
Ciência
- Mathias Schleiden e Schwann propõem a sua teoria celular, que estabelecia a célula como unidade básica de constituição dos organismos e que as mesmas eram produzidas por células preexistentes.

## Por tema
- 1839 no Brasil
- 1839 na ciência
- 1839 no jornalismo
- 1839 na literatura
- 1839 na música